# Cadyville (New York)
Cadyville est une census-designated place du comté de Clinton, dans l'État de New York, aux États-Unis. En 2020, elle compte une population de 479 habitants.